# Instituto Nacional de Radio y Televisión
Instituto Nacional de Radio y Televisión (ou apenas Inravisión) foi uma rede da Colômbia criado pelo decreto 3267 de 20 de dezembro de 1963. Neste, foi declarado que O serviço público de radiodifusão do Ministério das Comunicações será pago a partir de primeiro de abril de 1964, para um público com autonomia patrimonial, administrativa e jurídica, a ser chamado de Instituto Nacional de Rádio e Televisão.

## Slogans
- 1991 - 1993: La imagen de la televisión en Colombia.
- 1994 (1º semestre): 40 años haciendo el camino para los colombianos.
- 1995 - 1997: Inravisión, al 100% es más!.
- 2001 - 2004: Siempre al aire.
- 2004 (1º semestre): 50 años de televisión en Colombia.